# Acta Cardiologica
Acta Cardiologica es una revista médica, revisada por pares que cubre la investigación sobre todos los aspectos de las enfermedades cardiovasculares, incluidos estudios observacionales, ensayos clínicos, investigaciones experimentales con una clara relevancia clínica y tutoriales.
Según Journal Citation Reports, la revista tiene un factor de impacto para 2020 de 1,718. De acuerdo con SCImago Journal Rank (SJR), el índice h de la revista es 41, lo que lo ubica en el tercer quartil en Cardiología y Medicina Cardiovascular y Medicina (varios). 

## Métricas de revista
2022
- Web of Science Group : 1.718
- Índice h de Google Scholar: 41
- Scopus: 0,812